# Pierre Avoi
Der Pierre Avoi ist ein Aussichtsgipfel im Unterwallis, oberhalb von Verbier. Der Name wird erklärt mit 'Stein, den man sehen muss' ("pierre à voir"), was aber auch eine volksetymologische Erklärung sein kann.
Das Panorama vom Gipfel ist eindrücklich: Im Süden liegt der Grand Combin, im Westen der Mont Blanc, die Aiguille du Midi und die Grandes Jorasses.
Von Verbier aus ist der Pierre Avoi bis kurz unter dem Gipfel gut mit Wanderwegen erschlossen. Die letzten Meter auf den Gipfelfels sind mit Ketten und zwei Leitern gesichert.